# Michael Brenner (Historiker)
Michael Brenner (* 4. Januar 1964 in Weiden) ist ein deutscher Historiker. Er forscht und publiziert auf den Gebieten Jüdische Geschichte und Jüdische Kultur.

## Leben
Michael Brenner wurde 1964 als Sohn zweier Schoah-Überlebender in Weiden in der Oberpfalz geboren und ist dort aufgewachsen. Brenners Mutter Henny Brenner (geborene Wolf) stammte aus Dresden, sein Vater Hermann Brenner (1916–2004) aus Chrzanów. Michael Brenner studierte an der Hochschule für Jüdische Studien in Heidelberg, der Hebräischen Universität Jerusalem und der Columbia University in New York. Er wurde an der Columbia University über die Jüdische Kultur in der Weimarer Republik promoviert. Von 1993 bis 1994 war er Assistant Professor an der Indiana University in Bloomington und von 1994 bis 1997 an der Brandeis University in Waltham, Massachusetts. Seit 1997 lehrt er am neu eingerichteten Lehrstuhl für Jüdische Geschichte und Kultur an der Ludwig-Maximilians-Universität München. Zusätzlich hat er seit 2013 den Seymour and Lillian Abensohn Chair für Israelstudien an der American University, Washington D.C. inne.
Von 1998 bis 2009 saß Brenner der Wissenschaftlichen Arbeitsgemeinschaft des Leo Baeck Instituts in der Bundesrepublik Deutschland vor und ist seit 2009 ordentliches Mitglied der Bayerischen Akademie der Wissenschaften. 2013 wurde er zum Internationalen Präsidenten des Leo Baeck Instituts gewählt. 2014 erhielt er den Verdienstorden der Bundesrepublik Deutschland. 2020 wurde er für seine wissenschaftliche Exzellenz mit dem Salo W. und Jeanette M. Baron-Preis ausgezeichnet. 2023 erhielt er den Kulturellen Ehrenpreis der Landeshauptstadt München.
Brenner, der immer wieder zu öffentlichen Themen Stellung nimmt, beteiligt sich an aktualitätsbezogenen Debatten, stellt sich gegen Antisemitismus. Er sprach sich 2016 mit Navid Kermani erstmals für einen Bundespräsidenten muslimischen Glaubens aus. Brenner ist ein Gegner des Kreuzerlasses von Markus Söder. Den Begriff des christlich-jüdischen Abendlandes kritisierte er als Konstruktion: „Sie wurde nur zu einem Zweck ins Leben gerufen: um die unter uns lebenden Muslime auszugrenzen.“

## Publikationen (Auswahl)

### Monographien
- Der lange Schatten der Revolution – Juden und Antisemiten in Hitlers München 1918 bis 1923 (Berlin: Suhrkamp, 2019) ISBN 978-3-633-54295-6.
- Israel: Traum und Wirklichkeit des jüdischen Staates. Von Theodor Herzl bis heute (München: C.H. Beck, 2. Auflage 2023) ISBN 978-3-406-74768-7.
- Kleine Jüdische Geschichte (München: C.H. Beck, 2008) ISBN 978-3-406-57668-3 (engl. (Princeton University Press, 2010), italien., span., portug., türk., dän., und tschech. Übersetzungen).
- Propheten des Vergangenen. Jüdische Geschichtsschreibung im 19. und 20. Jahrhundert (München: C.H. Beck, 2006, engl. Princeton University Press, 2010) ISBN 3-406-54981-0.
- Geschichte des Zionismus (München: C.H. Beck, 2002) ISBN 3-406-47984-7 (engl.: Zionism: A Brief History (Princeton: Wiener, 2003), italien. (Rom: Laterza, 2003), koreanische (2004) Übersetzungen).
- Jüdische Kultur in der Weimarer Republik (München: C.H. Beck, 2000) ISBN 3-406-46121-2 (zuerst erschienen als: The renaissance of Jewish culture in Weimar Germany (New Haven: Yale University Press, 1996) ISBN 0-300-07720-3) (hebr. (Jerusalem: Shazar, 2003) Übersetzung).
- Mitverfasser von Deutsch-jüdische Geschichte in der Neuzeit, Bd. 2 (München: C.H. Beck, 1996) und Mitherausgeber der gesamten vier Bände (Hrsg. Michael A. Meyer in Zusammenarbeit mit Michael Brenner, 1996–1997) ISBN 3-406-39705-0 (engl.: German-Jewish History in Modern Times (New York: Columbia University Press, 1997–1998), hebr. (Jerusalem: Shazar: 1999–2000) Übersetzungen).
- Nach dem Holocaust. Juden in Deutschland, 1945–1950 (München: C.H. Beck, 1995) ISBN 3-406-39239-3 (engl.: After the Holocaust. Rebuilding Jewish Lives in Postwar Germany (Princeton: Princeton University Press, 1997)).
- Am Beispiel Weiden: Jüdischer Alltag im Nationalsozialismus (Würzburg: Arena, 1983) ISBN 3-401-04025-1 (Oldenburger Kinder- und Jugendbuchpreis 1983).

### Herausgeber  bzw. Mitherausgeber
- Israel-Studien. Geschichte – Methoden – Paradigmen. Bd. 3 (Göttingen: Wallstein Verlag, 2020) ISBN 978-3-8353-3451-9.
- Jews and Muslims in the Russian Empire and the Soviet Union (Göttingen: Vandenhoeck & Ruprecht, 2015) ISBN 978-3-525-31028-1.
- Die Juden in Schwaben (München: Oldenbourg, 2013) ISBN 978-3-486-70484-6.
- Geschichte der Juden in Deutschland von 1945 bis in die Gegenwart (München: C.H. Beck, 2012) ISBN 978-3-406-63737-7.
- Die Juden in Franken (München: Oldenbourg, 2013) ISBN 978-3-486-70100-5.
- Die Juden in der Oberpfalz (München: Oldenbourg, 2009) ISBN 978-3-486-58678-7.
- Mediating Modernity. Challenges and Trends in the Jewish Encounter with the Modern World (Detroit: Wayne State University, 2008) ISBN 978-0-8143-3395-2.
- Jüdisches München (München: C.H. Beck, 2006) ISBN 3-406-54979-9.
- Emanzipation durch Muskelkraft. Juden und Sport in Europa (Göttingen: Vandenhoeck & Ruprecht, 2006) ISBN 978-3-525-56992-4 (engl.: Emancipation Through Muscles: Jews and Sports in Europe. Lincoln: Nebraska University Press, 2006).
- Wenn Du geschrieben hättest, Josephus. Ungeschriebene Briefe der jüdischen Geschichte (München: C.H. Beck, 2005) ISBN 978-3-406-53400-3.
- Jüdische Geschichte lesen. Texte der jüdischen Geschichtsschreibung im 19. und 20. Jahrhundert (München: C.H. Beck, 2003) ISBN 978-3-406-50960-5.
- Jewish Emancipation Reconsidered. The French and German Models (Tübingen: Mohr-Siebeck, 2003) ISBN 978-3-16-148018-8.
- Jüdische Sprachen in deutscher Umwelt. Hebräisch und Jiddisch von der Aufklärung bis ins 20. Jahrhundert (Göttingen: Vandenhoeck & Ruprecht, 2002) ISBN 978-3-525-20822-9.
- Jüdische Geschichtsschreibung heute (München: C.H. Beck, 2002) ISBN 978-3-406-48878-8.
- Wissenschaft vom Judentum: Annäherungen nach dem Holocaust (Göttingen: Vandenhoeck & Ruprecht, 2000) ISBN 978-3-525-20807-6.
- Two Nations. British and German Jews in Comparative Perspective (Tübingen: Mohr-Siebeck, 1999) ISBN 978-3-16-147106-3.
- Zionistische Utopie – israelische Realität. Religion und Nation in Israel (München: C.H. Beck, 1999) ISBN 978-3-406-42139-6.
- In Search of Jewish Community. Jewish Identities in Germany and Austria, 1918–1933 (Bloomington: Indiana University Press, 1998) ISBN 978-0-253-21224-5.